# Rupes Mercator
La Rupes Mercator è una struttura geologica della superficie della Luna.